# Luchtbal (basketbal)
Bij basketbal is een luchtbal (Engels: Air ball) een ongeblokkeerd schot dat de basket, de rand en het bord volledig mist.

## Oorsprong
De Oxford English Dictionary citeert het vroegste gedrukte gebruik van luchtbal in een artikel van 29 januari 1967 uit de Hayward Daily Review, waarin staat:
Cal State, four times lofting air balls at an orange basket that may as well have been painted invisible.